# Kokrica
Kokrica je naselje v Mestni občini Kranj s 1.750 prebivalci in sedež istoimenske krajevne skupnosti.
Kokrica leži ob istoimenskem potoku in avtocesti Ljubljana - Jesenice okoli 2 km severno od Kranja. Naselje se je razvilo ob križišču lokalnih cest proti Naklu, Golniku, Preddvoru in Predosljam. Južno od naselja je gozdnato zakraselo območje
Udin boršt. S Kranjem je naselje povezano z Alpetourjevimi mestnimi avtobusnimi progami št. 5, 6 ,7 in 14.

## Arheologija
V glinokopu Čukove jame so 1953 v globini 5,5 m odkrili okostje mamutove samice, ki datira v obdobje okoli 180 000 let pr. n. št. Leta 1965 pa so v globini 8 m odkrili fosilno okostje ribje jate vrste klenič (Leuciscus leuciscus), ki so živele v času mamuta. To območje je od leta 1981 zavarovano kot naravni spomenik.